# Trąbka słuchowa
Trąbka słuchowa, przewód Eustachiusza (łac. tuba auditiva, tuba Eustachii, tuba Eustachius, tuba pharyngotympanica, salpinx) – kanał występujący u niektórych kręgowców łączący jamę bębenkową ucha środkowego z częścią górną gardła, służący do wyrównywania ciśnień po obu stronach błony bębenkowej, odprowadzania wydzielin z ucha środkowego do gardła, a także ochrony ucha środkowego przed dostaniem się bakterii z nosogardła. Upośledzenie funkcji trąbki słuchowej może skutkować rozwinięciem się zapalenia ucha środkowego.
Po raz pierwszy opisał ją włoski anatom Bartolomeo Eustachi.

## Budowa
Wnętrze trąbki wysłane jest nabłonkiem jednowarstwowym migawkowym, zawierającym liczne komórki kubkowe, a także gruczoły śluzowe.
U dorosłego człowieka trąbka słuchowa ma zwykle długość 3,5–4,5 cm. 1/3 trąbki (od strony jamy bębenkowej) to część kostna (łac. pars ossea tubae auditivae), pozostałe 2/3 to część chrzęstna (łac. pars cartilaginea tubae auditivae), zbudowana z chrząstki sprężystej. Obie części są najwęższe w miejscu ich połączenia, tworząc cieśń trąbki słuchowej (łac. isthmus tubae auditivae), o wymiarach około 0,5–1 na 2 mm. U małych dzieci trąbka słuchowa leży bardziej poziomo niż u dorosłego i ma przewagę części kostnej nad chrzęstną.
Część chrzęstna jest tak spłaszczona, że nie przepuszcza powietrza, tym samym nie wyrównuje ciśnienia. Dopiero napięcie mięśnia napinacza podniebienia miękkiego powoduje rozszerzenie światła części chrzęstnej trąbki słuchowej co skutkuje wyrównaniem ciśnień. Napięcie mięśnia napinacza podniebienia miękkiego następuje w trakcie ziewania i połykania oraz w czasie nagłych zmian wysokości, co zapobiega ewentualnemu pękaniu błony bębenkowej przy zmianach ciśnienia atmosferycznego. Ponadto przy różnicy ciśnień po obu stronach błony bębenkowej błona ta odchyla się, co skutkuje gorszym przekazem fali dźwiękowej na kolejne kosteczki słuchowe, a w konsekwencji gorszym słuchem. 

## Występowanie
Trąbka słuchowa występuje u wszystkich ssaków z wyjątkiem dziobaka australijskiego. Nie występuje także u płazów ogoniastych, beznogich i nielicznych bezogonowych, a także u węży i niektórych jaszczurek beznogich. Przewód jest parzysty, z tym że u krokodyli i ptaków tuż przed ujściem do gardzieli łączy się we wspólny krótki przewód. 